# Politicon
Politicon: periódic ultraradical, va ser un quinzenari que va sortir a Reus el 1916. A partir del núm. 3 el subtítol passa a ser: Patria, República, Autonomia.

## Història
El primer número del 3 de juny de 1916 va fer aquesta declaració d'intencions a la «Salutació» de la primera pàgina: «Ens guia una bandera, la de la llibertat. I perqué volém la llibertat som republicans en el sentit mes radicalíssim i mes esquerrà possible». El fundador i director era Pere Jordana, membre del Partit Republicà Radical, que va fer sortir aquesta publicació per defensar els interessos del partit, i en tots els seus números carrega contra la Lliga Regionalista i contra Foment, un partit nacionalista d'esquerres d'àmbit reusenc. Defensava les tesis de Lerroux de manera sistemàtica i criticava l'alcalde Josep Ciurana i el president del Centre de Lectura, Pere Cavallé. Defensà el periòdic El Consecuente, que es publicava a Reus des del 1908 com a portaveu del Partit Radical Autonomista, una secció local del Partit Republicà Radical. El to general era anticlerical, de vegades de forma barroera. Els temes eren sobre política local. En alguns números defensa Josep Simó i Bofarull, que per la seva ideologia liberal se l'atacava des de la corporació municipal. Josep Simó era amic personal de Pere Jordana.
Entre els col·laboradors del periòdic hi ha Joan Sans i tot un seguit de firmants amb pseudònim difícils d'identificar: Ballena, Bárbaro, S. Abías, o amb sigles: E.A. S.B., etc. Sortia cada quinze dies, era bilingüe, tot i que predominava el català, i només se'n coneixen quatre números, l'últim del 15 de juliol de 1916. Tenia 32 pàgines i s'imprimia a la Impremta Ferrando. Es conserven els tres primers números a la Biblioteca Central Xavier Amorós de Reus i un quart a la Biblioteca Pública de Tarragona.